# Wespenval (boek)
Wespenval is een boek van de Amerikaanse auteur Jeffery Deaver. Het boek verscheen in 2000, met als oorspronkelijke titel The Empty Chair. Het is het derde boek over forensisch criminalist Lincoln Rhyme.

## Inhoud
De vrijwel geheel verlamde forensisch expert Lincoln Rhyme en zijn partner Amelia Sachs gaan naar een ziekenhuis in North Carolina. Hier zal Rhyme een experimentele operatie ondergaan, in de hoop weer enkele lichaamsfuncties te herstellen.
In afwachting van de operatie roept sheriff Jim Bell van het dorpje Tanner's Corner van Rhyme en Sachs bij het oplossen van een lastige zaak. De 16-jarige zonderlinge Garrett, bijgenaamd het Insectenkind, heeft een jongen vermoord en twee jonge vrouwen ontvoerd. Hij is daarna verdwenen in het ondoordringbare moerasgebied ten noorden van de rivier Paquenoke en heeft insectenvallen geplaatst om achtervolgers af te schudden. Rhyme wordt gevraagd te helpen om de meisjes op te sporen, voor hen iets kan overkomen.
Rhyme en Sachs verlenen hun medewerking en ondanks de onbekendheid met het gebied en het wantrouwen van de plaatselijke hulpsheriffs kunnen ze Garrett te pakken nemen. Maar een van de meisjes zit nog altijd opgesloten op een onbekende locatie, die Garrett weigert te onthullen. Daarnaast is Amelia ervan overtuigd dat Garrett helemaal geen verkeerde bedoelingen had en wil hem de kans geven om dit aan te tonen. Ze helpt Garrett ontsnappen uit zijn cel en vlucht met hem het moeras in. Onder leiding van Rhyme wordt een klopjacht georganiseerd om de voortvluchtigen te stoppen...